# Uracile phosphoribosyltransférase
L'uracile phosphoribosyltransférase (UPRT) est une glycosyltransférase qui catalyse la réaction :
UMP + diphosphate  {\displaystyle \rightleftharpoons }  uracile + 5-phospho-α-D-ribose-1-diphosphate.
Cette enzyme intervient dans le sauvetage des pyrimidines chez de nombreux êtres vivants.